# Национален парк
Националният парк представлява защитена територия, обикновено обявена и стопанисвана от правителството на страната, в която се намира. Територията на парка се защитава от повечето въздействия на човешкото развитие и от замърсяването. Националните паркове са повод за национална гордост и целта на обявяването им е да се запази дивата природа за идните поколения. Те разполагат със съвкупност от правила, с които посетителите трябва да се съобразяват по време на престоя си в границите на защитената територия. Най-големият по територия национален парк в света е Североизточния гренландски национален парк, който е регистриран през 1974 г. и обхваща 972 000 км2, което е близо 45% от територията на остров Гренландия.
В България националният парк е една от шестте категории защитени територии определени от Закона за защитените територии в България. Националните паркове в България са държавна собственост. В тях не се включват селища, а екосистемите са изцяло с естествен произход и с голямо разнообразие на растителни и животински видове и местообитания.
Според Международния съюз за защита на природата (IUCN) повечето национални паркове, включително и тези в България попадат в категория II – национален парк.

## Национални паркове в България
Българските национални паркове са три и имат обща площ 150 362,3 ha или 1,35 % от площта на страната. В тях са включени множество резервати, природни забележителности и защитени местности.
| Национален парк  | Снимка | Местоположение, координати                                                       | година на обявяване | Площ (ha) | Описание |
| ---------------- | ------ | -------------------------------------------------------------------------------- | ------------------- | --------- | --- |
| Пирин            |        | Пирин планина 41°45′36″ с. ш. 23°25′48″ и. д. / 41.76° с. ш. 23.43° и. д.        | 1962                | 40,332    | Разположен в най-високите части на Пирин и е най-старият национален парк в България. Паркът опазва гори от бяла и черна мура и съобщества от клек. Тук е и голям броят на ендемичните, застрашени и редки растения. Включен е в Списъка на световното културно и природно наследство на ЮНЕСКО.                                             |
| Рила             |        | Рила планина 42°07′48″ с. ш. 23°34′48″ и. д. / 42.13° с. ш. 23.58° и. д.         | 1992                | 81,046    | Намира се в централните и най-високи части на Рила планина. Oпазва: саморегулиращи се екосистеми със значително биологично разнообразие; съобщества и местообитания на редки и застрашени видове; исторически паметници със световно значение за науката и културата. Оттук извират едни от най-пълноводните реки на Балканския полуостров. |
| Централен Балкан |        | Средна Стара планина 42°42′36″ с. ш. 24°50′24″ и. д. / 42.71° с. ш. 24.84° и. д. | 1991                | 71,669    | Разположен по билото на Стара планина и опазва уникално богатство от горски масиви, растителни и животински видове. Установени са над 1900 вида висши растения. Включва разнообразни пейзажи, скални феномени, водопади. Туристическите пътеки са над 470 км. В околностите на Парка местните хора развиват традиционен поминък и занаяти.  |

## Дейности в националните паркове в България
Според Закона за защитените територии в България, в националните паркове са забранени следните дейности:
- извеждане на голи сечи
- ловът и дивечоразвъдната дейност
- производствени дейности
- строителство, освен на туристически заслони и хижи и ремонт на съществуващи сгради
- събиране на редки, ендемитни, реликтни и защитени видове, освен за научни цели
- събиране на вкаменелости и минерали, увреждане на скални образувания
- внасяне на неприсъщи за района растителни и животински видове
- и др.

## Северна Македония
Националните паркове в Северна Македония заемат 112 988 хектара площ. Те са 3 на брой – Маврово, Галичица и Пелистер.

## САЩ
Националните паркове в САЩ са 61 на брой.

## Танзания
В Танзания има 16 Национални парка.